# Laurent Epstein
Laurent Epstein (* 1964 in Strasbourg) ist ein französischer Jazzpianist.

## Leben und Wirken
Epstein erhielt ab dem Alter von sechs Jahren klassischen Klavierunterricht bei Marguerite Perrat, selbst Schülerin von Alfred Cortot. Parallel zu seinem Studium an der IECS trat er mit Jazzgruppen in Frankreich und Deutschland auf; er veranstaltete Jam-Sessions im Café des Anges in Strasbourg und spielte mit Musikern wie Roby Glod oder Philippe Leclerc. Gleichzeitig besuchte er Jazz-Kurse bei Bernard Maury. 1990 wurde er hauptberuflich Musiker; 1992 zog er nach Paris und trat mit Laurence Masson, Vincent Artaud, Boris Blanchet, Pierrick Pédron oder Renaud Penant auf. Er spielte im Sunset oder Le Petit Journal Montparnasse, später auch im Le Caveau de la Huchette.
Mit dem Quintett von Laurence Masson, den Bands von Marc Rouvé, Valérie Hebey, Christine Caldi und von Pierre Lévy nahm Epstein erste Alben auf. Daneben spielte er im Alexis Gruss Zirkusorchester. Mit seinem Trio, zu dem Yoni Zelnik und David Georgelet gehören, veröffentlichte er 2010 sein Debütalbum En toute simplicité. Für seine Interpretation von L’Emeute des Dichters André Prodhomme, die er mit dem Rezitator Philippe Valmont vorlegte, erhielt er 2010 einen Coup de cœur der Académie Charles-Cros. Das Live-Album Alone Together: Masaaki Mizugushi Meets Laurent Epstein Trio in Paris (2012) ist hauptsächlich in Japan erfolgreich.
Epstein spielt in den Gruppen des Gitarristen Patrick Saussois und zudem mit Alma Sinti, Gianni Basso, Pierre Boussaguet, Richie Cole, Renato d’Aiello, Anne Ducros, Rachel Gould, Laurent Mignard, Christian Escoudé, Marc Fosset, Enrico Granafei,  Tony Rabeson, Richard Raux, Harvey Thompson, Luigi Trussardi oder Bob Stoloff. Weiterhin verfasst er Theatermusik.